# Жуковская, Гарэн Константиновна
Гарэн Константиновна Жуковская (6 [19] февраля 1912, Москва — 9 марта 2007, Москва) — советская актриса

 театра и кино.

## Биография
Родилась 6 (19) февраля 1912 года в армянской семье.
В 1940 году окончила Вахтанговскую школу и стала актрисой в театре им. Вахтангова. За свою жизнь Жуковская сыграла всего 44 роли. Последний раз вышла на сцену в 1983 году в роли графини Вронской в спектакле «Анна Каренина».
Ушла из жизни 9 марта 2007 года. Урна с прахом захоронена в колумбарии на Введенском кладбище.

## Личная жизнь
Гарэн Жуковская была женой академика А. А. Микулина.
- Дочь — Гарэн Александровна Микулина (род. 1937), окончила МГУ и Институт иностранных языков.
  - Внуки: Максим[1] и А. Ю. Плуцер-Сарно.

## Театральные работы
- 1941 — «Маскарад» — хозяйка бала
- 1944 — «Мадмуазель Нитуш» — Коринна
- 1958 — «Идиот» — княгиня Белоконская
- 1962 — «Живой труп» — Катя
- 1964 — «Миллионерша» — женщина
- 1966 — «Золушка» — мачеха
- 1983 — «Анна Каренина» — графиня Вронская

## Фильмография
- 1940 — «Макар Нечай»
- 1941 — «Богдан Хмельницкий» — Гелена Чаплинская, жена Хмельницкого
- 1947 — «Весна» — прима оперетты
- 1951 — «Тарас Шевченко» — пани Барабаш
- 1959 — «Сверстницы» — мама Киры
- 1960 — «Девичья весна» — Анна Алексеевна Луговая, руководитель хореографического ансамбля
- 1969 — «Фауст» — ведьма
- 1973 — «Райские яблочки» — дама с собачкой
- 1974 — «Миллионерша»
- 1977 — «Мещанин во дворянстве»
- 1979 — «Кот в сапогах»